# یانکو یانکوویچ
یانکو یانکوویچ (کرواتی: Janko Janković؛ زادهٔ ۱۴ ژانویهٔ ۱۹۶۳) بازیکن سابق و مربی فوتبال اهل کرواسی است.
از باشگاه‌هایی که در آن بازی کرده‌است می‌توان به باشگاه فوتبال ژیرونا، باشگاه فوتبال هرکولس، باشگاه فوتبال هایدوک اسپلیت، باشگاه فوتبال رئال اویدو، باشگاه فوتبال رییکا، باشگاه فوتبال رئال وایادولید، و باشگاه فوتبال اسپلیت اشاره کرد.
وی همچنین در تیم ملی فوتبال کرواسی بازی کرده‌است.